# Balinplastare

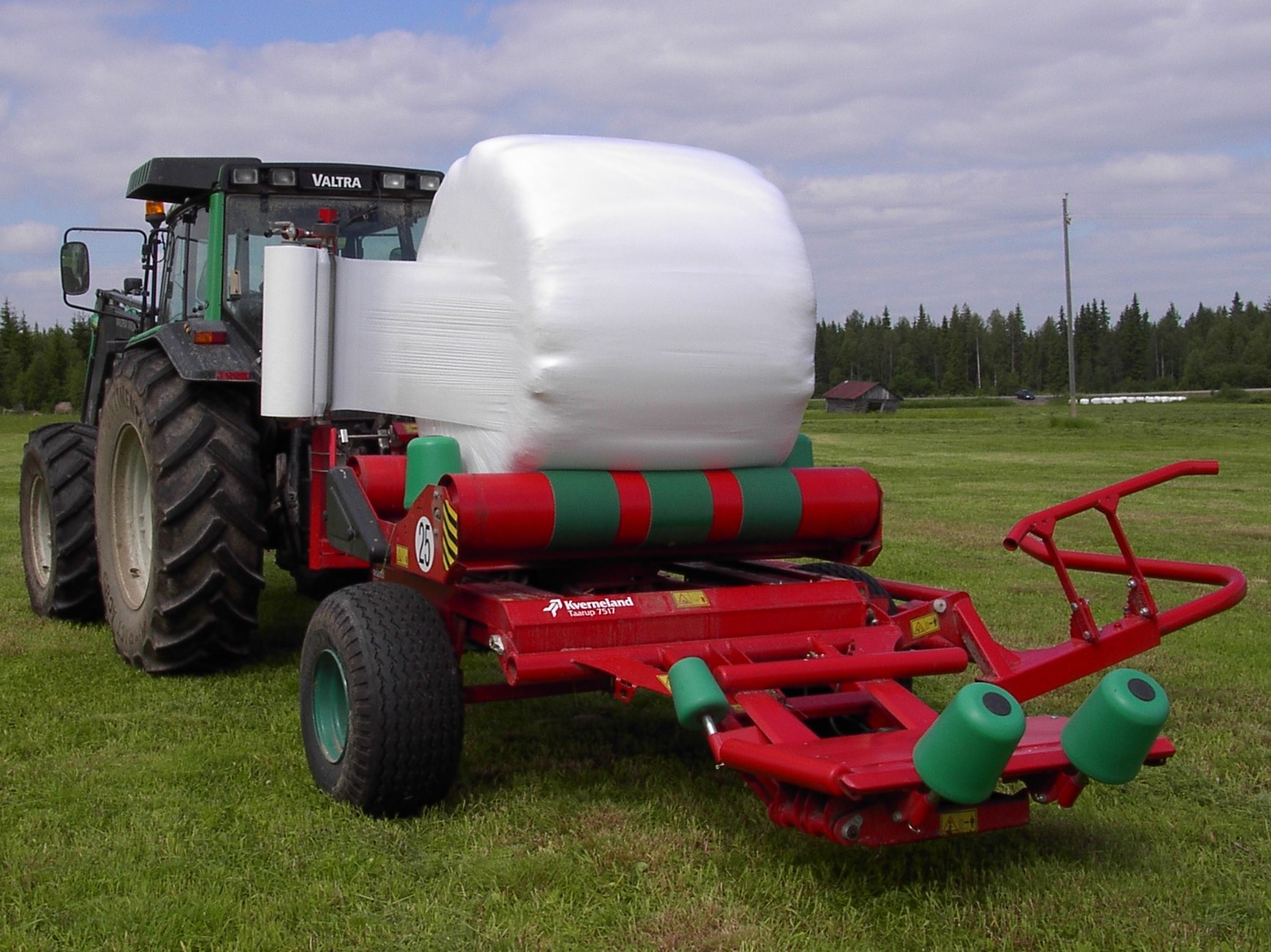
En bogserad rundbalsinplastare med egen lastningsfunktion (höger sida) och en sträckfilmshållare.

En balinplastare är ett jordbruksredskap som används för att försegla ensilagebalar så syret i luften hålls borta, ensilaget skulle annars förstöras. En sträckfilm av plast (vit, ljusgrön eller svart finns) lindas i flera lager runt om balen som sedan kan lagras utomhus året om. Inplastare som används i nordiska länder plastar in balen på alla sidor så de inte är beroende av att ligga tillsammans för att hålla förseglingen tät.
Balinplastare används för rundbalar eller storbalar, de kan vara anpassade för båda typerna.
Gemensamt för balplastarna är att de har två trummor som balen ligger på, dessa roterar sakta så hela balen får plast, då plastrullen aldrig rör sig i höjdled. Efter det finns det två huvudtyper där endera dessa trummor roterar runt en vertikal axel och plastrullen är helt stationär eller så används en sveparm som rör sig runt balen i horisontella planet under inplastningen. Inplastarna kan vara burna i traktorns trepunktslyft (i vissa fall i frontlastaren) eller bogserade. Balinplastaren kan endera vara självlastande eller kräva att lastningen sker med hjälp av någon annan maskin (som en frontlastarutrustad traktor med balgrip). Det förekommer även att det är två sveparmar och två sträckfilmsrullar används samtidigt för att göra inplastningen snabbare.
Alla roterings- och lastningsmekanismer drivs av traktorns arbetshydraulik, inte av kraftuttaget.
De olika varianterna lämpar sig för olika ändamål. En bogserad med självlastning kan vara bäst för att hämta balar på fältet och plasta in dem medan de transporteras till en uppläggningsplats på fältet. Om man istället transporterar ensilagebalarna hem till gården och plastar in dem där så är det enklare att en buren inplastare som flyttas lite allt eftersom raderna byggs upp. Den behöver ingen egen lastningsfunktion därför att en annan maskin måste ändå lyfta av balarna från transportvagnen.
Det finns även rundbalsinplastare som är monterade direkt efter rundballspressen och som plastar in medan nästa rundbal rullas inne i pressen. En sammanslagning av dessa finns också där rundbalen rullas i samma kammare, inte ens efter rullningskammaren. När balen är klar öppnas hela maskinen och inplastningen tar vid. Dock kan man inte fortsätta rundbalningen under tiden detta sker.

## Galleri

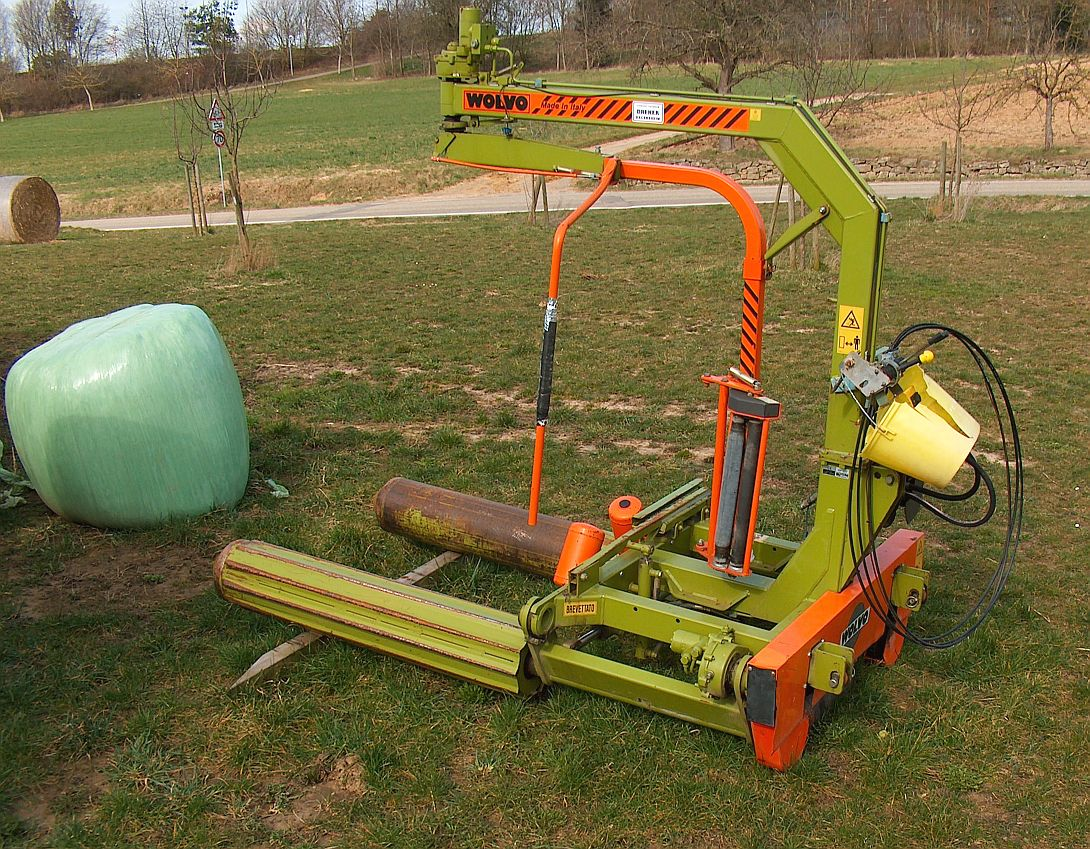
En buren rundbalsinplastare med en svepande sträckfilmshållare
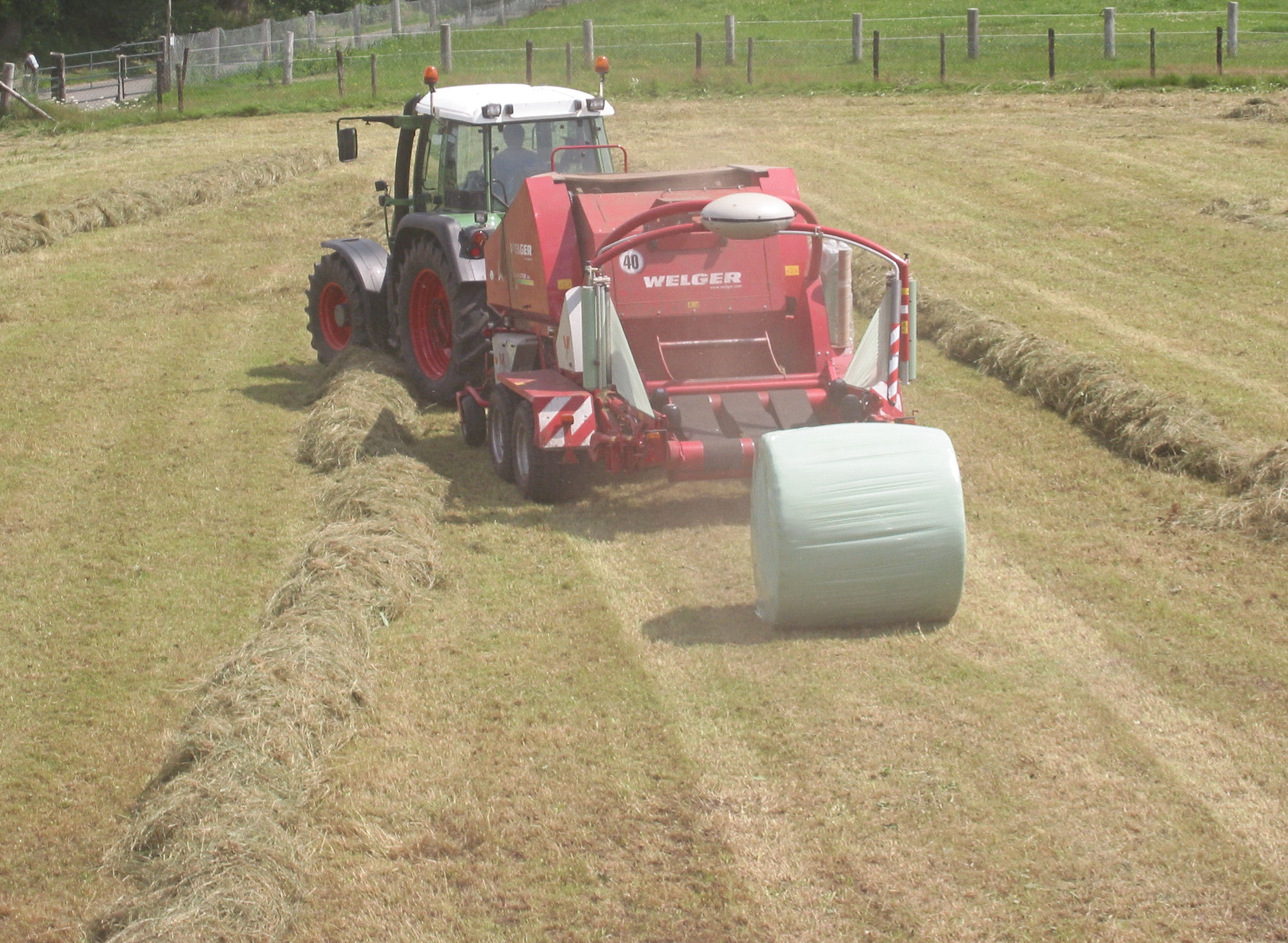
Kombinerad rundbalspress och inplastare